# Districte de Rimavská Sobota
El districte de Rimavská Sobota - (eslovac) Okres Rimavská Sobota - és un dels 79 districtes d'Eslovàquia. Es troba a la regió de Banská Bystrica. Té una superfície de 1.471,08 km², i el 2013 tenia 84.764 habitants. La capital és Rimavská Sobota.

## Demografia
| Godina             | 1994   | 2004   | 2014   | 2024   |
| ------------------ | ------ | ------ | ------ | ------ |
| Nombre de persones | 82.144 | 82.773 | 84.752 | 79.455 |
| Diferència         |        | +0,76% | +2,39% | −6,25% |

| Godina             | 2023   | 2024   |
| ------------------ | ------ | ------ |
| Nombre de persones | 79.655 | 79.455 |
| Diferència         |        | −0,25% |

## Llista de municipis

### Ciutats
- Rimavská Sobota
- Hnúšťa
- Tisovec

### Pobles
Abovce · Babinec · Barca · Belín · Blhovce · Bottovo · Budikovany · Bátka · Cakov · Čerenčany · Čierny Potok · Číž · Dolné Zahorany · Dražice · Drienčany · Drňa · Dubno · Dubovec · Dulovo · Figa · Gemerské Dechtáre · Gemerské Michalovce · Gemerský Jablonec · Gemerček · Gortva · Hajnáčka · Hodejov · Hodejovec · Horné Zahorany · Hostice · Hostišovce · Hrachovo · Hrušovo · Hubovo · Husiná · Chanava · Chrámec · Ivanice · Janice · Jesenské · Jestice · Kaloša · Kesovce · Klenovec · Kociha · Konrádovce · Kraskovo · Krokava · Kružno · Kráľ · Kyjatice · Lehota nad Rimavicou · Lenartovce · Lenka · Lipovec · Lukovištia · Martinová · Neporadza · Nižný Skálnik · Nová Bašta · Orávka · Ožďany · Padarovce · Pavlovce · Petrovce · Poproč · Potok · Radnovce · Rakytník · Ratkovská Lehota · Ratkovská Suchá · Riečka · Rimavská Baňa · Rimavská Seč · Rimavské Brezovo · Rimavské Janovce · Rimavské Zalužany · Rovné · Rumince · Slizké · Stará Bašta · Stránska · Studená · Sútor · Šimonovce · Širkovce · Španie Pole · Štrkovec · Tachty · Teplý Vrch · Tomášovce · Uzovská Panica · Valice · Veľké Teriakovce · Veľký Blh · Večelkov · Vieska nad Blhom · Vlkyňa · Vyšné Valice · Vyšný Skálnik · Včelince · Zacharovce · Zádor · Žíp
1. 1 2  «Počet obyvateľov podľa pohlavia - obce (ročne) [om7102rr_obce=AREAS_SK]».   Statistical Office of the Slovak Republic, 31-03-2025. [Consulta: 31 març 2025].